# Los Angeles D-Fenders 2013-2014
La stagione 2013-14 dei Los Angeles D-Fenders fu la 7ª nella NBA D-League per la franchigia.
I Los Angeles D-Fenders vinsero la West Division con un record di 31-19. Nei play-off persero i quarti di finale con i Santa Cruz Warriors (2-0).

## Roster
| N° | Naz.                   | Ruolo | Sportivo          | Anno | Alt. | Peso |
| -- | ---------------------- | ----- | ----------------- | ---- | ---- | ---- |
| 2  | Stati Uniti (bandiera) | A     | Xavier Henry      | 1991 | 198  | 100  |
| 7  | Stati Uniti (bandiera) | G     | Gideon Gamble     | 1990 | 201  | 88   |
| 9  | Stati Uniti (bandiera) | G     | Josh Magette      | 1989 | 185  | 73   |
| 14 | Stati Uniti (bandiera) | G     | C.J. Williams     | 1990 | 196  | 102  |
| 15 | Stati Uniti (bandiera) | A     | Jamario Moon      | 1980 | 203  | 98   |
| 15 | Stati Uniti (bandiera) | A     | Shawne Williams   | 1986 | 206  | 102  |
| 17 | Stati Uniti (bandiera) | G     | Matt Bouldin      | 1988 | 196  | 98   |
| 17 | Stati Uniti (bandiera) | GA    | Terrence Williams | 1987 | 198  | 100  |
| 18 | Stati Uniti (bandiera) | G     | Josiah Turner     | 1992 | 191  | 79   |
| 19 | Stati Uniti (bandiera) | G     | Andre Ingram      | 1985 | 191  | 88   |
| 21 | Stati Uniti (bandiera) | G     | Elijah Millsap    | 1987 | 198  | 98   |
| 21 | Stati Uniti (bandiera) | G     | Kareem Rush       | 1980 | 198  | 91   |
| 22 | Stati Uniti (bandiera) | G     | Manny Harris      | 1989 | 196  | 84   |
| 22 | Stati Uniti (bandiera) | A     | Malcolm Thomas    | 1988 | 206  | 102  |
| 23 | Stati Uniti (bandiera) | C     | Travis Hyman      | 1987 | 213  | 111  |
| 24 | Stati Uniti (bandiera) | C     | Ryan Kelly        | 1991 | 211  | 103  |
| 33 | Stati Uniti (bandiera) | A     | Brandon Costner   | 1987 | 206  | 107  |
| 34 | Stati Uniti (bandiera) | A     | James Southerland | 1990 | 203  | 100  |
| 50 | Germania (bandiera)    | A     | Elias Harris      | 1989 | 203  | 108  |

## Staff tecnico
- Allenatore: Bob MacKinnon
- Vice-allenatori: Casey Owens, Thomas Scott, Luke Walton
- Preparatore atletico: Nina Hsieh